# 11e étape du Tour de France 2022
Pour un article plus général, voir Tour de France 2022.
La 11e étape du Tour de France 2022 se déroule le mercredi 13 juillet 2022 entre Albertville et le col du Granon, sur une distance de 151,7 kilomètres.

## Parcours
La 11e étape qui relie Albertville et le col du Granon est sans doute l'étape reine de cette 109e édition du Tour de France. Le parcours remonte la vallée de la Maurienne, traverse Aiguebelle (sprint intermédiaire, km 16,5) et emprunte les Lacets de Montvernier (3,4 km à 8,2 %, 2e catégorie), avant de rallier les Hautes-Alpes par le col du Télégraphe (11,9 km à 7,1 %, 1re catégorie) et le col du Galibier (17,7 km à 6,9 %, hors catégorie), où est attribué le souvenir Henri Desgrange. L'étape se termine par la montée finale du col du Granon (11,3 km à 9,2 %, hors catégorie). Uniquement grimpé par le Tour de France 1986, ce col reste mythique pour sa difficulté et pour avoir écrit une page de l'histoire de la compétition comme étant le dernier jour en jaune de Bernard Hinault et l'apogée de la carrière de Greg LeMond.

## Déroulement de la course
Dès le kilomètre zéro, le duo légendaire des classiques et du cyclo-cross, le maillot vert belge Wout van Aert (Jumbo-Visma) et le Néerlandais Mathieu van der Poel (Alpecin-Deceuninck), gage d'une journée qui se veut exceptionnelle, s'échappe.
Au sprint intermédiaire d'Aiguebelle, Wout van Aert devance van der Poel ; derrière, un groupe de chasse de six coureurs repris rapidement par le peloton. Seul l'Italien Mattia Cattaneo (Quick-Step Alpha Vinyl) parvient à rejoindre les coureurs de front. Les trois coureurs sont repris par le peloton.
Alors que les Lacets de Montvernier (3,4 km à 8,2 %, 2e catégorie) approchent, une nouvelle échappée se constitue avec vingt coureurs : les trois précédemment cités Mattia Cattaneo - Wout van Aert - Mathieu van der Poel, les quatre Allemands, le maillot à pois Simon Geschke (Cofidis), le champion national Nils Politt (Bora-Hansgrohe), Jonas Rutsch (EF Education-EasyPost) et Maximilian Schachmann (Bora-Hansgrohe), les deux Belges Dylan Teuns (Bahrain Victorious) et Guillaume van Keirsbulck (Alpecin-Decuninck), le Danois Mads Pedersen (Trek-Segafredo), l'Espagnol Ion Izagirre (Cofidis), les cinq Français Warren Barguil (Arkéa-Samsic), Mikaël Cherel (AG2R Citroën), Tony Gallopin (Trek-Segafredo), Christophe Laporte (Jumbo-Visma) et Pierre Latour (TotalEnergies), l'Italien Andrea Bagioli (Quick-Step Alpha Vinyl), le Letton Krists Neilands (Israel-Premier Tech) et les deux Polonais Maciej Bodnar (TotalEnergies) et Kamil Gradek (Bahrain Victorious). Au sommet, Pierre Latour passe en tête devant Simon Geschke et Warren Barguil. Déjà souffrant la veille, le Belge Oliver Naesen (AG2R Citroën) est contraint à l'abandon.
Dans l'ascension du col du Télégraphe (11,9 km à 7,1 %, 1re catégorie), l'échappée éclate ; Pierre Latour passe en tête au sprint contre Warren Barguil et Simon Geschke. Repris et distancé par le peloton, Mathieu van der Poel abandonne. Dans le groupe maillot jaune, l'équipe Jumbo-Visma lance les grandes manœuvres et tente de piéger l'équipe UAE Emirates du maillot jaune slovène Tadej Pogačar, à plus de soixante-dix kilomètres de l'arrivée. Plusieurs coureurs sont distancés sur le coup, comme l'Allemand Lennard Kämna (Bora-Hansgrohe), les deux Colombiens Daniel Martínez (INEOS Grenadiers) et Rigoberto Urán (EF Education-EasyPost), l'Espagnol Enric Mas (Movistar) ou encore les deux Français Aurélien Paret-Peintre (AG2R Citroën) et Thibaut Pinot (Groupama-FDJ). Le groupe maillot jaune bascule au col du Télégraphe avec près de neuf minutes de retard et n'est plus composé que de cinq coureurs : les trois coureurs de la Jumbo-Visma, le Français Christophe Laporte, le Slovène Primož Roglič et le Danois Jonas Vingegaard, le Britannique Geraint Thomas (INEOS Grenadiers) et le maillot jaune Tadej Pogačar.
Dans l'ascension du col du Galibier (17,7 km à 6,9 %, hors catégorie), Roglič, Pogačar et Vingegaard s'attaquent mutuellement, tandis que Thomas reste dans les roues. Derrière, un groupe composé des principaux outsiders à la victoire finale maintient un retard aux alentours de trente secondes, avant de revenir à mi ascension. Auteur d'une excellente saison, Warren Barguil s'isole à six kilomètres du sommet ; derrière, Wout van Aert ne lâche rien, lui qui espère aider son équipe dans la longue transition entre le sommet du Galibier et le pied du Granon. À cinquante kilomètres de l'arrivée, Jonas Vingegaard et Tadej Pogačar se retrouvent un temps esseulés, avant d'être de nouveau repris. Au sommet, Warren Barguil passe en tête avec cinquante-trois secondes sur Simon Geschke, une minute et vingt-quatre secondes sur Pierre Latour et une minute et trente-trois secondes sur Wout van Aert. Chez les favoris, le trio Bardet - Pogačar - Vingegaard bascule avec quatre minutes et vingt-six secondes de retard ; derrière, Geraint Thomas, le Britannique Adam Yates (INEOS Grenadiers) et le Colombien Nairo Quintana (Arkéa-Samsic) ne perdent que quelques secondes.
Dans la descente vers Saint-Chaffrey et le pied du col du Granon, Barguil ouvre la route et neuf hommes composent le groupe maillot jaune : Bardet, Pogačar, Quintana, Thomas, Vingegaard et Yates, en plus de Ion Izagirre, l'Américain Sepp Kuss et son coéquipier néerlandais Steven Kruijswijk (Jumbo-Visma). Repris par ce groupe, Wout van Aert se fait distancer pour aider l'autre leader de son équipe, Primož Roglič, positionné dans un groupe retardé, dans lequel se trouve également le Français David Gaudu (Groupama-FDJ).
Warren Barguil entame l'ascension finale du col du Granon (11,3 km à 9,2 % de pente moyenne) avec 2 minutes et 15 secondes d'avance sur le trio Geschke, Latour et Teuns et 4 minutes et 30 secondes sur le groupe Pogačar. Mais Barguil et ses plus proches poursuivants perdent rapidement leur avance. À 9 km du sommet, le Colombien Nairo Quintana attaque dans le groupe maillot jaune et creuse un écart, cette accélération étant fatale à Pidcock, Gaudu, Roglic et Vlasov, distancés du groupe maillot jaune. À 5 km du sommet, Romain Bardet place une accélération dans le groupe maillot jaune et part à l'attaque. Pendant ce temps, Quintana dépasse son équipier Barguil et se retrouve seul en tête. À 4,5 km du sommet, c'est au tour de Vingegaard de placer une attaque. Pogačar ne peut le suivre malgré l'aide de son dernier équipier Rafał Majka. Vingegaard, bien en rythme, rattrape et dépasse Bardet puis Quintana et fait désormais la course en tête en augmentant régulièrement son avance sur ses adversaires. Il franchit la ligne d'arrivée en vainqueur devant Quintana et Bardet et laisse Pogačar, en difficulté, à presque trois minutes. Le coureur danois s'empare du maillot jaune.

## Résultats

### Classement de l'étape
| Classement de la 11e étape | Classement de la 11e étape | Classement de la 11e étape | Classement de la 11e étape | Classement de la 11e étape |
|                            | Coureur                    | Pays                       | Équipe                     | Temps                      |
| -------------------------- | -------------------------- | -------------------------- | -------------------------- | -------------------------- |
| 1er                        | Jonas Vingegaard           | Danemark                   | Jumbo-Visma                | en 4 h 18 min 2 s          |
| 2e                         | Nairo Quintana             | Colombie                   | Arkéa-Samsic               | + 59 s                     |
| 3e                         | Romain Bardet              | France                     | Team DSM                   | + 1 min 10 s               |
| 4e                         | Geraint Thomas             | Grande-Bretagne            | Ineos Grenadiers           | + 1 min 38 s               |
| 5e                         | David Gaudu                | France                     | Groupama-FDJ               | + 2 min 4 s                |
| 6e                         | Adam Yates                 | Grande-Bretagne            | Ineos Grenadiers           | + 2 min 10 s               |
| 7e                         | Tadej Pogačar              | Slovénie                   | UAE Team Emirates          | + 2 min 51 s               |
| 8e                         | Alexey Lutsenko            | Kazakhstan                 | Astana Qazaqstan           | + 3 min 38 s               |
| 9e                         | Steven Kruijswijk          | Pays-Bas                   | Jumbo-Visma                | + 3 min 59 s               |
| 10e                        | Warren Barguil             | France                     | Arkéa-Samsic               | + 4 min 16 s               |
| modifier                   |                            |                            |                            |                            |

### Bonifications en temps
|   | Coureur          | Pays     | Équipe       | Secondes |
| - | ---------------- | -------- | ------------ | -------- |
| 1 | Jonas Vingegaard | Danemark | Jumbo-Visma  | 10 s     |
| 2 | Nairo Quintana   | Colombie | Arkéa-Samsic | 6 s      |
| 3 | Romain Bardet    | France   | Team DSM     | 4 s      |

### Points attribués
| Sprint intermédiaire Aiguebelle (km 16,5) | Sprint intermédiaire Aiguebelle (km 16,5) | Sprint intermédiaire Aiguebelle (km 16,5) | Sprint intermédiaire Aiguebelle (km 16,5) | Sprint intermédiaire Aiguebelle (km 16,5) |
| ----------------------------------------- | ----------------------------------------- | ----------------------------------------- | ----------------------------------------- | ----------------------------------------- |
|                                           | Coureur                                   | Pays                                      | Équipe                                    | Point(s)                                  |
| 1er                                       | Wout van Aert                             | Belgique                                  | Jumbo-Visma                               | 20                                        |
| 2e                                        | Mathieu van der Poel                      | Pays-Bas                                  | Alpecin-Deceuninck                        | 17                                        |
| 3e                                        | Stan Dewulf                               | Belgique                                  | AG2R Citroën                              | 15                                        |
| 4e                                        | Brent Van Moer                            | Belgique                                  | Lotto-Soudal                              | 13                                        |
| 5e                                        | Jan Tratnik                               | Slovénie                                  | Bahrain Victorious                        | 11                                        |
| 6e                                        | Tiesj Benoot                              | Belgique                                  | Visma                                     | 10                                        |
| 7e                                        | Silvan Dillier                            | Suisse                                    | Alpecin-Deceuninck                        | 9                                         |
| 8e                                        | Patrick Konrad                            | Autriche                                  | Bora-Hansgrohe                            | 8                                         |
| 9e                                        | Jasper Philipsen                          | Belgique                                  | Alpecin-Deceuninck                        | 7                                         |
| 10e                                       | Fabio Jakobsen                            | Pays-Bas                                  | Quick-Step Alpha Vinyl                    | 6                                         |
| 11e                                       | Michael Mørkøv                            | Danemark                                  | Quick-Step Alpha Vinyl                    | 5                                         |
| 12e                                       | Pierre-Luc Périchon                       | France                                    | Cofidis                                   | 4                                         |
| 13e                                       | Cyril Lemoine                             | France                                    | B&B Hotels-KTM                            | 3                                         |
| 14e                                       | Benoît Cosnefroy                          | France                                    | AG2R Citroën                              | 2                                         |
| 15e                                       | Nélson Oliveira                           | Portugal                                  | Movistar                                  | 1                                         |
| modifier                                  |                                           |                                           |                                           |                                           |

| Arrivée d'étape Col du Granon - Serre Chevalier (km 151,7) | Arrivée d'étape Col du Granon - Serre Chevalier (km 151,7) | Arrivée d'étape Col du Granon - Serre Chevalier (km 151,7) | Arrivée d'étape Col du Granon - Serre Chevalier (km 151,7) | Arrivée d'étape Col du Granon - Serre Chevalier (km 151,7) |
| ---------------------------------------------------------- | ---------------------------------------------------------- | ---------------------------------------------------------- | ---------------------------------------------------------- | ---------------------------------------------------------- |
|                                                            | Coureur                                                    | Pays                                                       | Équipe                                                     | Point(s)                                                   |
| 1er                                                        | Jonas Vingegaard                                           | Danemark                                                   | Jumbo-Visma                                                | 20                                                         |
| 2e                                                         | Nairo Quintana                                             | Colombie                                                   | Arkéa-Samsic                                               | 17                                                         |
| 3e                                                         | Romain Bardet                                              | France                                                     | Team DSM                                                   | 15                                                         |
| 4e                                                         | Geraint Thomas                                             | Grande-Bretagne                                            | Ineos Grenadiers                                           | 13                                                         |
| 5e                                                         | David Gaudu                                                | France                                                     | Groupama-FDJ                                               | 11                                                         |
| 6e                                                         | Adam Yates                                                 | Grande-Bretagne                                            | Ineos Grenadiers                                           | 10                                                         |
| 7e                                                         | Tadej Pogačar                                              | Slovénie                                                   | UAE Team Emirates                                          | 9                                                          |
| 8e                                                         | Alexey Lutsenko                                            | Kazakhstan                                                 | Astana Qazaqstan                                           | 8                                                          |
| 9e                                                         | Steven Kruijswijk                                          | Pays-Bas                                                   | Jumbo-Visma                                                | 7                                                          |
| 10e                                                        | Warren Barguil                                             | France                                                     | Arkéa-Samsic                                               | 6                                                          |
| 11e                                                        | Pierre Latour                                              | France                                                     | TotalEnergies                                              | 5                                                          |
| 12e                                                        | Aleksandr Vlasov                                           | Bannière neutre                                            | Bora-Hansgrohe                                             | 4                                                          |
| 13e                                                        | Rafał Majka                                                | Pologne                                                    | UAE Team Emirates                                          | 3                                                          |
| 14e                                                        | Valentin Madouas                                           | France                                                     | Groupama-FDJ                                               | 2                                                          |
| 15e                                                        | Enric Mas                                                  | Espagne                                                    | Movistar                                                   | 1                                                          |
| modifier                                                   |                                                            |                                                            |                                                            |                                                            |

### Cols et côtes
| Lacets de Montvernier (km 49,9) 2e catégorie (3,4 km à 8,2 %) | Lacets de Montvernier (km 49,9) 2e catégorie (3,4 km à 8,2 %) | Lacets de Montvernier (km 49,9) 2e catégorie (3,4 km à 8,2 %) | Lacets de Montvernier (km 49,9) 2e catégorie (3,4 km à 8,2 %) | Lacets de Montvernier (km 49,9) 2e catégorie (3,4 km à 8,2 %) |
| ------------------------------------------------------------- | ------------------------------------------------------------- | ------------------------------------------------------------- | ------------------------------------------------------------- | ------------------------------------------------------------- |
|                                                               | Coureur                                                       | Pays                                                          | Équipe                                                        | Point(s)                                                      |
| 1er                                                           | Pierre Latour                                                 | France                                                        | TotalEnergies                                                 | 5                                                             |
| 2e                                                            | Simon Geschke                                                 | Allemagne                                                     | Cofidis                                                       | 3                                                             |
| 3e                                                            | Warren Barguil                                                | France                                                        | Arkéa-Samsic                                                  | 2                                                             |
| 4e                                                            | Wout van Aert                                                 | Belgique                                                      | Jumbo-Visma                                                   | 1                                                             |
| modifier                                                      |                                                               |                                                               |                                                               |                                                               |

| Col du Télégraphe (km 83,8) 1re catégorie (11,9 km à 7,1 %) | Col du Télégraphe (km 83,8) 1re catégorie (11,9 km à 7,1 %) | Col du Télégraphe (km 83,8) 1re catégorie (11,9 km à 7,1 %) | Col du Télégraphe (km 83,8) 1re catégorie (11,9 km à 7,1 %) | Col du Télégraphe (km 83,8) 1re catégorie (11,9 km à 7,1 %) |
| ----------------------------------------------------------- | ----------------------------------------------------------- | ----------------------------------------------------------- | ----------------------------------------------------------- | ----------------------------------------------------------- |
|                                                             | Coureur                                                     | Pays                                                        | Équipe                                                      | Point(s)                                                    |
| 1er                                                         | Pierre Latour                                               | France                                                      | TotalEnergies                                               | 10                                                          |
| 2e                                                          | Warren Barguil                                              | France                                                      | Arkéa-Samsic                                                | 8                                                           |
| 3e                                                          | Simon Geschke                                               | Allemagne                                                   | Cofidis                                                     | 6                                                           |
| 4e                                                          | Mikaël Cherel                                               | France                                                      | AG2R Citroën                                                | 4                                                           |
| 5e                                                          | Wout van Aert                                               | Belgique                                                    | Jumbo-Visma                                                 | 2                                                           |
| 6e                                                          | Ion Izagirre                                                | Espagne                                                     | Cofidis                                                     | 1                                                           |
| modifier                                                    |                                                             |                                                             |                                                             |                                                             |

| Col du Galibier (km 106,7) — Souvenir Henri-Desgrange Hors catégorie (17,7 km à 6,9 %) | Col du Galibier (km 106,7) — Souvenir Henri-Desgrange Hors catégorie (17,7 km à 6,9 %) | Col du Galibier (km 106,7) — Souvenir Henri-Desgrange Hors catégorie (17,7 km à 6,9 %) | Col du Galibier (km 106,7) — Souvenir Henri-Desgrange Hors catégorie (17,7 km à 6,9 %) | Col du Galibier (km 106,7) — Souvenir Henri-Desgrange Hors catégorie (17,7 km à 6,9 %) |
| -------------------------------------------------------------------------------------- | -------------------------------------------------------------------------------------- | -------------------------------------------------------------------------------------- | -------------------------------------------------------------------------------------- | -------------------------------------------------------------------------------------- |
|                                                                                        | Coureur                                                                                | Pays                                                                                   | Équipe                                                                                 | Point(s)                                                                               |
| 1er                                                                                    | Warren Barguil                                                                         | France                                                                                 | Arkéa-Samsic                                                                           | 20                                                                                     |
| 2e                                                                                     | Simon Geschke                                                                          | Allemagne                                                                              | Cofidis                                                                                | 15                                                                                     |
| 3e                                                                                     | Pierre Latour                                                                          | France                                                                                 | TotalEnergies                                                                          | 12                                                                                     |
| 4e                                                                                     | Wout van Aert                                                                          | Belgique                                                                               | Jumbo-Visma                                                                            | 10                                                                                     |
| 5e                                                                                     | Dylan Teuns                                                                            | Belgique                                                                               | Équipe cycliste                                                                        | 8                                                                                      |
| 6e                                                                                     | Ion Izagirre                                                                           | Espagne                                                                                | Cofidis                                                                                | 6                                                                                      |
| 7e                                                                                     | Tadej Pogačar                                                                          | Slovénie                                                                               | UAE Team Emirates                                                                      | 4                                                                                      |
| 8e                                                                                     | Jonas Vingegaard                                                                       | Danemark                                                                               | Jumbo-Visma                                                                            | 2                                                                                      |
| modifier                                                                               |                                                                                        |                                                                                        |                                                                                        |                                                                                        |

| Col du Granon - Serre Chevalier (km 151,7) Hors catégorie (11,3 km à 9,2 %) | Col du Granon - Serre Chevalier (km 151,7) Hors catégorie (11,3 km à 9,2 %) | Col du Granon - Serre Chevalier (km 151,7) Hors catégorie (11,3 km à 9,2 %) | Col du Granon - Serre Chevalier (km 151,7) Hors catégorie (11,3 km à 9,2 %) | Col du Granon - Serre Chevalier (km 151,7) Hors catégorie (11,3 km à 9,2 %) |
| --------------------------------------------------------------------------- | --------------------------------------------------------------------------- | --------------------------------------------------------------------------- | --------------------------------------------------------------------------- | --------------------------------------------------------------------------- |
|                                                                             | Coureur                                                                     | Pays                                                                        | Équipe                                                                      | Point(s)                                                                    |
| 1er                                                                         | Jonas Vingegaard                                                            | Danemark                                                                    | Jumbo-Visma                                                                 | 20                                                                          |
| 2e                                                                          | Nairo Quintana                                                              | Colombie                                                                    | Arkéa-Samsic                                                                | 15                                                                          |
| 3e                                                                          | Romain Bardet                                                               | France                                                                      | Team DSM                                                                    | 12                                                                          |
| 4e                                                                          | Geraint Thomas                                                              | Grande-Bretagne                                                             | Ineos Grenadiers                                                            | 10                                                                          |
| 5e                                                                          | David Gaudu                                                                 | France                                                                      | Groupama-FDJ                                                                | 8                                                                           |
| 6e                                                                          | Adam Yates                                                                  | Grande-Bretagne                                                             | Ineos Grenadiers                                                            | 6                                                                           |
| 7e                                                                          | Tadej Pogačar                                                               | Slovénie                                                                    | UAE Team Emirates                                                           | 4                                                                           |
| 8e                                                                          | Alexey Lutsenko                                                             | Kazakhstan                                                                  | Astana Qazaqstan                                                            | 2                                                                           |
| modifier                                                                    |                                                                             |                                                                             |                                                                             |                                                                             |

### Prix de la combativité
- Warren Barguil (Arkéa-Samsic)

## Classements à l'issue de l'étape

### Classement général
| Classement général | Classement général | Classement général | Classement général | Classement général  |
|                    | Coureur            | Pays               | Équipe             | Temps               |
| ------------------ | ------------------ | ------------------ | ------------------ | ------------------- |
| 1er                | Jonas Vingegaard   | Danemark           | Jumbo-Visma        | en 41 h 29 min 59 s |
| 2e                 | Romain Bardet      | France             | Team DSM           | + 2 min 16 s        |
| 3e                 | Tadej Pogačar      | Slovénie           | UAE Team Emirates  | + 2 min 22 s        |
| 4e                 | Geraint Thomas     | Grande-Bretagne    | Ineos Grenadiers   | + 2 min 26 s        |
| 5e                 | Nairo Quintana     | Colombie           | Arkéa-Samsic       | + 2 min 37 s        |
| 6e                 | Adam Yates         | Grande-Bretagne    | Ineos Grenadiers   | + 3 min 6 s         |
| 7e                 | David Gaudu        | France             | Groupama-FDJ       | + 3 min 13 s        |
| 8e                 | Aleksandr Vlasov   | Bannière neutre    | Bora-Hansgrohe     | + 7 min 23 s        |
| 9e                 | Alexey Lutsenko    | Kazakhstan         | Astana Qazaqstan   | + 8 min 7 s         |
| 10e                | Enric Mas          | Espagne            | Movistar           | + 9 min 29 s        |
| modifier           |                    |                    |                    |                     |

| Classement par points | Classement par points | Classement par points | Classement par points   | Classement par points |
| --------------------- | --------------------- | --------------------- | ----------------------- | --------------------- |
|                       | Coureur               | Pays                  | Équipe                  | Point(s)              |
| 1er                   | Wout van Aert         | Belgique              | Jumbo-Visma             | 304 points            |
| 2e                    | Fabio Jakobsen        | Pays-Bas              | Quick-Step Alpha Vinyl  | 155 pts               |
| 3e                    | Tadej Pogačar         | Slovénie              | UAE Team Emirates       | 148 pts               |
| 4e                    | Magnus Cort Nielsen   | Danemark              | EF Education-EasyPost   | 129 pts               |
| 5e                    | Christophe Laporte    | France                | Jumbo-Visma             | 114 pts               |
| 6e                    | Jasper Philipsen      | Belgique              | Alpecin-Deceuninck      | 109 pts               |
| 7e                    | Jonas Vingegaard      | Danemark              | Jumbo-Visma             | 86 pts                |
| 8e                    | Peter Sagan           | Slovaquie             | TotalEnergies           | 86 pts                |
| 9e                    | Simon Clarke          | Australie             | Israel-Premier Tech     | 72 pts                |
| 10e                   | Michael Matthews      | Australie             | Team BikeExchange-Jayco | 68 pts                |
| modifier              |                       |                       |                         |                       |

| Classement du meilleur grimpeur | Classement du meilleur grimpeur | Classement du meilleur grimpeur | Classement du meilleur grimpeur | Classement du meilleur grimpeur |
| ------------------------------- | ------------------------------- | ------------------------------- | ------------------------------- | ------------------------------- |
|                                 | Coureur                         | Pays                            | Équipe                          | Point(s)                        |
| 1er                             | Simon Geschke                   | Allemagne                       | Cofidis                         | 43 points                       |
| 2e                              | Pierre Latour                   | France                          | TotalEnergies                   | 35 pts                          |
| 3e                              | Jonas Vingegaard                | Danemark                        | Jumbo-Visma                     | 30 pts                          |
| 4e                              | Warren Barguil                  | France                          | Arkéa-Samsic                    | 30 pts                          |
| 5e                              | Tadej Pogačar                   | Slovénie                        | UAE Team Emirates               | 18 pts                          |
| 6e                              | Bob Jungels                     | Luxembourg                      | AG2R Citroën                    | 18 pts                          |
| 7e                              | Wout van Aert                   | Belgique                        | Jumbo-Visma                     | 17 pts                          |
| 8e                              | Nairo Quintana                  | Colombie                        | Arkéa-Samsic                    | 15 pts                          |
| 9e                              | Thibaut Pinot                   | France                          | Groupama-FDJ                    | 14 pts                          |
| 10e                             | Romain Bardet                   | France                          | Team DSM                        | 12 pts                          |
| modifier                        |                                 |                                 |                                 |                                 |

| Classement général du meilleur jeune | Classement général du meilleur jeune | Classement général du meilleur jeune | Classement général du meilleur jeune | Classement général du meilleur jeune |
|                                      | Coureur                              | Pays                                 | Équipe                               | Temps                                |
| ------------------------------------ | ------------------------------------ | ------------------------------------ | ------------------------------------ | ------------------------------------ |
| 1er                                  | Tadej Pogačar                        | Slovénie                             | UAE Team Emirates                    | en 41 h 32 min 21 s                  |
| 2e                                   | Tom Pidcock                          | Grande-Bretagne                      | Ineos Grenadiers                     | + 8 min 50 s                         |
| 3e                                   | Brandon McNulty                      | États-Unis                           | UAE Team Emirates                    | + 29 min 30 s                        |
| 4e                                   | Matteo Jorgenson                     | États-Unis                           | Movistar                             | + 43 min 47 s                        |
| 5e                                   | Andreas Leknessund                   | Norvège                              | Team DSM                             | + 48 min 20 s                        |
| 6e                                   | Kevin Geniets                        | Luxembourg                           | Groupama-FDJ                         | + 58 min 11 s                        |
| 7e                                   | Georg Zimmermann                     | Allemagne                            | Intermarché-Wanty-Gobert Matériaux   | + 1 h 2 min 16 s                     |
| 8e                                   | Michael Storer                       | Australie                            | Groupama-FDJ                         | + 1 h 3 min 7 s                      |
| 9e                                   | Fred Wright                          | Grande-Bretagne                      | Bahrain Victorious                   | + 1 h 12 min 9 s                     |
| 10e                                  | Matis Louvel                         | France                               | Arkéa-Samsic                         | + 1 h 19 min 23 s                    |
| modifier                             |                                      |                                      |                                      |                                      |

| Classement par équipes | Classement par équipes | Classement par équipes | Classement par équipes |
|                        | Équipe                 | Pays                   | Temps                  |
| ---------------------- | ---------------------- | ---------------------- | ---------------------- |
| 1re                    | Ineos Grenadiers       | Grande-Bretagne        | en 124 h 37 min 3 s    |
| 2e                     | Jumbo-Visma            | Pays-Bas               | + 11 min 35 s          |
| 3e                     | Groupama-FDJ           | France                 | + 32 min 44 s          |
| 4e                     | UAE Team Emirates      | Émirats arabes unis    | + 40 min 26 s          |
| 5e                     | Bora-Hansgrohe         | Allemagne              | + 53 min 3 s           |
| 6e                     | Arkéa-Samsic           | France                 | + 59 min 34 s          |
| 7e                     | Bahrain Victorious     | Bahreïn                | + 1 h 18 min 33 s      |
| 8e                     | Movistar               | Espagne                | + 1 h 21 min 23 s      |
| 9e                     | Cofidis                | France                 | + 1 h 23 min 6 s       |
| 10e                    | Team DSM               | Pays-Bas               | + 1 h 29 min 5 s       |
| modifier               |                        |                        |                        |

## Abandons
Deux coureurs quittent le Tour lors de la 11e étape : 
- Oliver Naesen (AG2R Citroën) : abandon
- Mathieu van der Poel (Alpecin-Deceuninck) : abandon[5]